# 民生路 (台中市區)
民生路 (台中市)為臺中市南區、中區、西區間聯絡道路。大致呈東南往西北向，南起復興路三段，北抵忠明南路。

## 行經行政區域
- 南區
- 中區
- 西區

## 沿線設施
（由東南到西北）
| |  |
| 復興路三段 - 台中文化創意園區 - 老屋老樹人文會館 綠川 台鐵山線 建國路 - 臺灣銀行台中分行 - 臺中市西區大同國民小學 自由路一段 - 臺中市立居仁國民中學 - 臺中市立臺中女子高級中等學校 - 臺中州廳附屬建築 - 臺中市文化資產處 - 臺灣府儒考棚 - 大屯郡役所 - 臺中市政府警察局第一分局 三民路一段 - 國立臺中科技大學民生校區 - 第五市場 柳川（柳川東、西路） 中華路一段 - 台中全球影城 - 國立臺中教育大學 五權路 梅川（梅川東、西路） - 中華民國審計部教育農林審計處 - 財政部中區國稅局 - 國立臺中教育大學民生校區 - 中華郵政英才郵局 英才路 - 經國綠園道-美術園道 - 審計新村368文創園區 - 臺中市立向上國民中學 美村路一段 - 中美街（向上市場小吃街） 忠明南路 |  |